# Jizerka

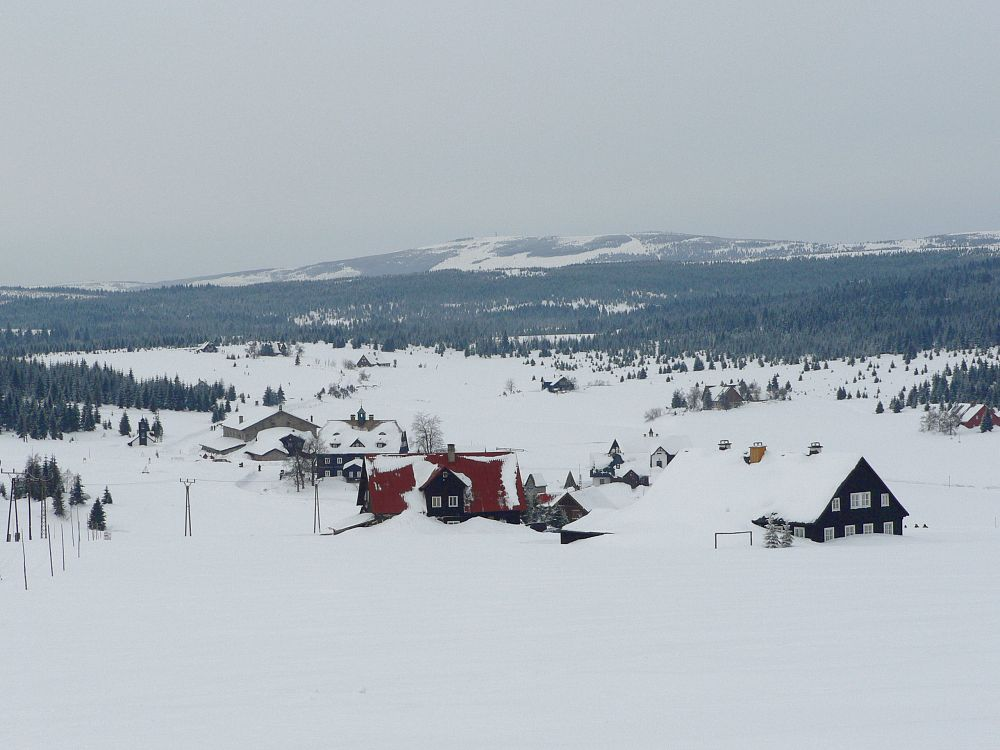
Jizerka zimą

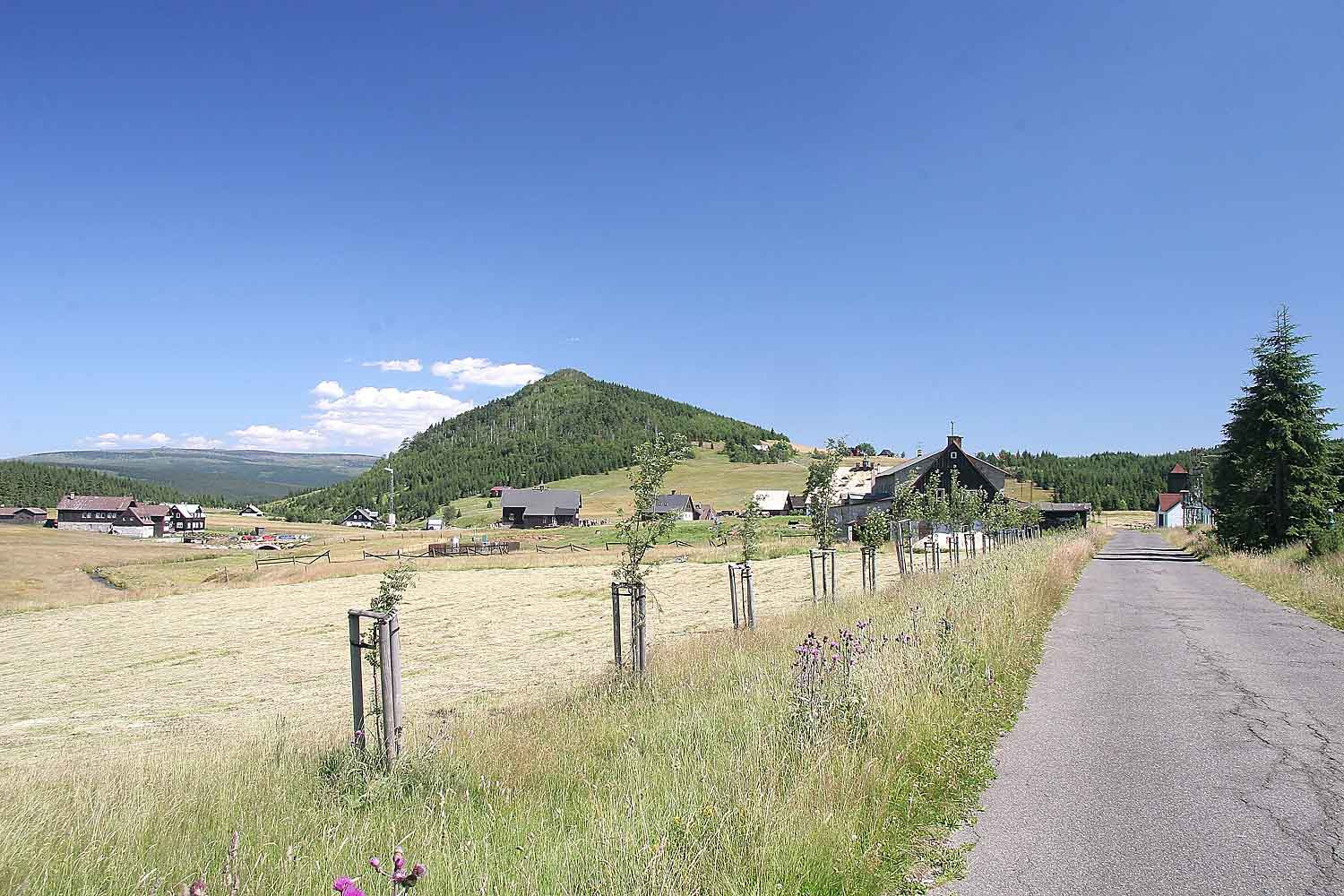
Jizerka latem 2006

Jizerka (niem. Klein Iser, także Wilhelmshöhe) przysiółek Kořenova – wieś we wschodniej części czeskich Gór Izerskich.
Położona jest na rozległej łące, na prawym brzegu Izery, między Středním Jizerským Hřebenem a Vlašským Hřebenem, na wysokości 862 m n.p.m. i jest jedną z najwyżej położonych wsi w Czechach. Przez Jizerkę przepływa potok Jizerka, prawy dopływ Izery. Do Jizerki wpadają Dřevařský potok i Safírový potok. Obok wsi znajdują się rozległe torfowiska, chronione w rezerwacie Rašeliniště Jizerky.
Obecnie Jizerka jest miejscem turystyki letniej i zimowej. Dochodzi tu szosa z Kořenova, natomiast zimą często jest ona odcięta od świata przez zaspy. Całoroczną placówkę utrzymuje w niej Horská služba.

## Historia
Po raz pierwszy osada była wspomniana w 1539 r., przy okazji sporu między dobrami nawarovskimi a frydlandzkimi. Skutkiem tego sporu była sprzedaż osady wraz z okolicą do majątku frydlandzkiego w 1591 r. Od XV w. była odwiedzana przez włoskich poszukiwaczy drogich kamieni (Safírový potok). W 1769 r. było tu 7 domów. W 1828 r. szklarz Franz Anton Riedel założył tu pierwszą hutę szkła. Produkowano tu szkło dmuchane i pręty szklane. Druga huta szkła została założona w 1866 r. i działała do roku 1911. W 2016 wydano monografię miejscowości.

## Atrakcje turystyczne
- Hnojový dům – dom niemieckiego podróżnika i awanturnika Gustava Ginzela,
- Pyramida – dawna huta szkła, przebudowana na pierwszą restaurację w osadzie,
- Muzeum Jizerských hor – muzeum w budynku dawnej szkoły,
- Hotel Panský dům,
- Bukovec (1005 m) – jedno z najwyżej położonych wystąpień bazaltowych w Europie, z rzadką fauną i florą,
- Rašeliniště Jizerky – rezerwat przyrody.
- Pesakovna